# Jolanta Dylewska
Jolanta Anna Dylewska (ur. 9 marca 1958 we Wrocławiu) – operatorka filmowa, scenarzystka i reżyserka filmów dokumentalnych, pedagog.

## Życiorys
Spędziła młodość w Oleśnicy. Absolwentka Liceum Ogólnokształcącego im. Juliusza Słowackiego w Oleśnicy w roku 1977. Absolwentka Wydziału Reżyserii Filmowej i Telewizyjnej oraz Wydziału Operatorskiego i Realizacji Telewizyjnej Państwowej Wyższej Szkoły Filmowej, Telewizyjnej i Teatralnej im. Leona Schillera w Łodzi w 1989 roku.
Profesor sztuk plastycznych i wykładowca Wydziału Operatorskiego i Realizacji Telewizyjnej Państwowej Wyższej Szkoły Filmowej, Telewizyjnej i Teatralnej im. Leona Schillera w Łodzi oraz Wydziału Kompozycji Obrazu i Kinematografii Filmakademie Baden-Württemberg w Ludwigsburgu w Niemczech.
Członkini Europejskiej Akademii Filmowej i Stowarzyszenia Twórców Obrazu Filmu Fabularnego. Laureatka licznych nagród filmowych. 
W 2009 wyróżniona odznaczeniem „Chroniąc Pamięć”. Odznaczona w 2013 roku Srebrnym Medalem „Zasłużony Kulturze Gloria Artis”.

## Filmografia (film fabularny)

### Film fabularny
- 2021: Orzeł. Ostatni patrol – zdjęcia
- 2018: Ayka – zdjęcia
- 2017: Pokot – zdjęcia
- 2011: W ciemności – zdjęcia
- 2010: Made in Poland – zdjęcia
- 2008: Tulpan – zdjęcia
- 2006: Chłopiec na galopującym koniu – zdjęcia
- 2005: Doskonałe popołudnie – zdjęcia
- 2004: W dół kolorowym wzgórzem – zdjęcia
- 2004: Edelweisspiraten – zdjęcia, operator kamery (II ekipa)
- 2001: Głośniej od bomb – zdjęcia
- 2000: Anna Wunder – zdjęcia
- 1999: Królowa Aniołów – zdjęcia
- 1994: Maries Lied: Ich war, ich weiss nicht wo – zdjęcia
- 1993: Rozmowa z człowiekiem z szafy – zdjęcia
- 1992: Remedio – zdjęcia
- 1991: Skarga' – współpraca reżyserska

### Film fabularny – telewizyjny
- 1990: Goliathus, Goliathus – zdjęcia

### Film fabularny – krótkometrażowy
- 2017: Deer boy – opieka artystyczna
- 1994: Ars nova. El libre vermell. Pieśni pielgrzymujących do klasztoru Monserrat. Katalonia, XIX w. – zdjęcia

### Nagrody filmowe
- 2020: Ayka - Biały Słoń Rosyjskiej Gildii Krytyków Filmowych - nominacja w kategorii: Najlepsze zdjęcia
- 2019: Ayka - Polska Nagroda Filmowa "Orzeł" - nominacja w kategorii: Najlepsze zdjęcia
- 2019: Ayka - nominacja do nagrody PSC Stowarzyszenia Autorów Zdjęć Filmowych
- 2018: Ayka - Festiwal Filmów Rosyjskich "Sputnik nad Polską" w Warszawie - wyróżnienie za "wyjątkowe połączenie wrażliwości, mistrzowskiego rzemiosła i psychologicznej głębi w opowiadaniu obrazem"
- 2018: Pokot - Polska Nagroda Filmowa "Orzeł" - nominacja w kategorii: Najlepsze zdjęcia
- 2018: Pokot - nominacja do nagrody PSC Stowarzyszenia Autorów Zdjęć Filmowych
- 2017: Pokot - nagroda za zdjęcia na Medias Central European Film Festival w Bukareszcie
- 2013: W ciemności - nominacja do nagrody PSC Stowarzyszenia Autorów Zdjęć Filmowych
- 2013: W ciemności - nagroda za zdjęcia na Medias Central European Film Festival w Bukareszcie
- 2012: W ciemności - Złota Kaczka pisma "Film" dla najlepszego autora zdjęć filmowych sezonu 2011/2012
- 2012: W ciemności - Polska Nagroda Filmowa "Orzeł" za najlepsze zdjęcia za rok 2011
- 2012: W ciemności - nagroda za zdjęcia na Festiwalu Polskich Filmów Fabularnych w Gdyni
- 2012: W ciemności - Nagroda Główna "Golden Camera 300" na Międzynarodowym Festiwalu Operatorów Filmowych "Manaki Brothers" w Bitoli (Macedonia Północna) za "mistrzowskie operowanie bogactwem środków wizualnych, oscylujących pomiędzy zbliżeniami, zabierającymi nas tak blisko postaci, że możemy usłyszeć ich bicie serca, a szerokimi ujęciami ukazującymi otoczenie bohaterów. Poruszając się pomiędzy światłem i cieniem, kamera Jolanty Dylewskiej odsłania przed nami piękno zawarte w mrokach ciemności"
- 2011: W ciemności - Złota Żaba na Międzynarodowym Festiwalu Sztuki Autorów Zdjęć Filmowych "Plus Camerimage" w Bydgoszczy
- 2009: Chłopiec na galopującym koniu – Polska Nagroda Filmowa "Orzeł" za najlepsze zdjęcia
- 2009: Tulpan – Asian Film Award
- 2008: Tulpan – Silver Camera 300 na Międzynarodowym Festiwalu Operatorów Filmowych "Manaki Brothers" w Bitoli (Macedonia Północna)
- 2006: W dół kolorowym wzgórzem – Polska Nagroda Filmowa "Orzeł"
- 2003: Głośniej od bomb – Polska Nagroda Filmowa "Orzeł"
- 2002: Głośniej od bomb – Kodak Vision Award For Best Cinematography na Slamdance Film Festival w Park City (USA)
- 2000: Królowa Aniołów – Polska Nagroda Filmowa "Orzeł"
- 1995: Maries Lied: Ich war, Ich weiss nicht wo – Deutscher Filmpreis (Niemiecka Nagroda Filmowa)
- 1993: Rozmowa z człowiekiem z szafy – Nagroda im. Andrzeja Munka przyznawana przez PWSFTviT
- 1993: Rozmowa z człowiekiem z szafy – nagroda na Festiwalu Polskich Filmów Fabularnych w Gdyni

## Filmografia (krótki metraż, dokument, dokument fabularyzowany, animacja)

### Film dokumentalny
- 2020: Trochę raju – opieka artystyczna
- 2014: Aldona – opieka artystyczna
- 2013: 6 kroków – konsultacja (artystyczna)
- 2012: W świetle – zdjęcia, reżyseria
- 2008: Po-lin. Okruchy pamięci – reżyseria, scenariusz, zdjęcia
- 2005: Jakby to było wczoraj – zdjęcia archiwalne
- 2001: Świat według Piotra D. – reżyseria, scenariusz, zdjęcia
- 1999: Children of the night – reżyseria
- 1995: Meredith – zdjęcia
- 1993: Simon Wiesenthal – zdjęcia
- 1993: Kronika Powstania w Getcie Warszawskim według Marka Edelmana – reżyseria, scenariusz, zdjęcia
- 1991: Pamięć – zdjęcia
- 1990: Jam dwór polski... – zdjęcia
- 1988: Bariera – zdjęcia

### Film dokumentalny fabularyzowany
- 2019: Marek Edelman. I była miłość w getcie... – reżyseria, scenariusz, zdjęcia

### Film krótkometrażowy
- 1996: Pięć bajek o miłości – zdjęcia
- 1995: Panny smutne – zdjęcia

### Film muzyczny
- 1996: Pięć bajek o miłości – zdjęcia
- 1995: Panny smutne – zdjęcia
- 1994: Ars nova. El libre vermell. Pieśni pielgrzymujących do klasztoru Monserrat. Katalonia, XIX w. – zdjęcia

### Film animowany
- 2002: Malachei - Aniołowie – zdjęcia

### Serial dokumentalny
- 1996: Co daje szkoła filmowa w Filmówka

### Nagrody filmowe
- 2020: Marek Edelman.I była miłość w getcie... - Polska Nagroda Filmowa "Orzeł" - nominacja w kategorii: Najlepszy film dokumentalny
- 2020: Marek Edelman.I była miłość w getcie... - Nagroda Society Humanitarian Award na Festiwalu Filmu Polskiego w Ameryce w Chicago
- 2019: Marek Edelman.I była miłość w getcie... - Wyróżnienie Jury za "wdzięczne przesłanie, że miłość zawsze zwycięża" na Docs Against Gravity Film Festival w Warszawie
- 2019: Marek Edelman.I była miłość w getcie... - Nagroda im. Antoniego Marianowicza dla najlepszego filmu polskiego na Międzynarodowym Festiwalu Filmowym "Żydowskie Motywy" w Warszawie
- 2019: Marek Edelman.I była miłość w getcie... - Złota Żaba za najlepszy dokument fabularyzowany na Międzynarodowym Festiwalu Sztuki Autorów Zdjęć Filmowych "Plus Camerimage" w Toruniu
- 2009: Po-lin. Okruchy pamięci – Nagroda za najlepszy film dokumentalny na Ann Arbor Polish Film Festival w Ann Arbor (USA)
- 2009: Po-lin. Okruchy pamięci – Złota Taśma - Nagroda Koła Piśmiennictwa Filmowego SFP w kategorii: Film polski
- 2009: Po-lin. Okruchy pamięci – Nagroda Główna „Złoty Feniks” Międzynarodowego Festiwalu Filmowego „Żydowskie Motywy” w Warszawie
- 2009: Po-lin. Okruchy pamięci – Nagroda „Ponad Granicami” im. Krzysztofa Kieślowskiego na Nowojorskim Festiwalu Filmów Polskich w Nowym Jorku
- 2008: Po-lin. Okruchy pamięci – III Nagroda w kategorii pełnego metrażu na Festiwalu Filmu i Sztuki „Dwa Brzegi” w Kazimierzu Dolnym
- 2008: Po-lin. Okruchy pamięci – Nagroda Publiczności "Złote Zęby" na Festiwalu Filmu Polskiego w Chicago
- 1995: Kronika Powstania w Getcie Warszawskim według Marka Edelmana – Grand Prix na Międzynarodowym Festiwalu Filmów Dokumentalnych w Monachium
- 1994: Kronika Powstania w Getcie Warszawskim według Marka Edelmana – Golden Gate Award w kategorii dokumentalnego filmu historycznego na San Francisco International Film Festival w San Francisco
- 1994: Kronika Powstania w Getcie Warszawskim według Marka Edelmana – Nagroda Jury Ekumenicznego na Internationales Leipziger Festival für Dokumentar- und Animationsfilm(inne języki) w Lipsku
- 1994: Kronika Powstania w Getcie Warszawskim według Marka Edelmana – Nagroda Don Kichota na Internationales Leipziger Festival für Dokumentar- und Animationsfilm(inne języki) w Lipsku
- 1994: Kronika Powstania w Getcie Warszawskim według Marka Edelmana – Nagroda Główna w kategorii filmu dokumentalnego na Nemzetközi Vizuális Művészeti Fesztivál w Győr (Węgry)

## Spektakle Teatru Telewizji

### Spektakl telewizyjny
- 2014: Rewizor – zdjęcia
- 2014: Trash story – zdjęcia
- 2002: Zdaniem Amy – reżyseria światła
- 2000: Simpatico – zdjęcia, reżyseria światła
- 1998: Z prochu powstałeś – zdjęcia
- 1997: Zmierzch długiego dnia – zdjęcia
- 1997: Zbrodnia z premedytacją – realizacja, reżyseria światła
- 1996: Rutheford i syn – reżyseria światła
- 1993: Karol – zdjęcia
- 1992: Rozmowa z diabłem – realizacja telewizyjna